# Byron Ritchie
Byron Ritchie (Burnaby, 24 aprile 1977) è un hockeista su ghiaccio canadese che gioca nella Svenska hockeyligan con la squadra del Modo Hockey.